# George Town
 For alternative betydninger, se Georgetown. (Se også artikler, som begynder med Georgetown)
George Town er hovedstaden på Caymanøerne med 27.704 indbyggere.
Andre byer er West Bay med ca. 10.000 indbyggere og Bodden Town med ca. 6.000 indbyggere.
Cayman Islands er et oversøisk territorium tilhørende Storbritannien beliggende i det vestlige Caribiske hav, bestående af øerne Grand Cayman, Cayman Brac og Little Cayman.
Mange skibe er tilhørende i George Town og bærer Cayman Islands flag, en form for bekvemmelighedsflag.